# 錢皮恩 (紐約州)
錢皮恩（英語：Champion）是一個位於美國紐約州傑佛遜縣的鎮。

## 人口
根據2020年美國人口普查的數據，錢皮恩的面積為116.56平方千米，當中陸地面積為114.29平方千米，而水域面積為2.26平方千米。當地共有人口4562人，而人口密度為每平方千米39人。